# Gezamin
Gezamin es el nombre de una variedad cultivar de manzano (Malus domestica). Esta manzana es originaria de Guipúzcoa, y se cultiva para la producción de sidra entre otros usos. Variedad de manzana agridulce (dulce, picante, amarga).

## Sinónimos
- "Gezamin Sagarra"[7][8]
- "Manzana Gezamina",[9]
- "Manzana Gazamin",[10]
- "Manzana Gazamiña",[11][12]
- "Gazamin Sagarra",
- "Manzana Gezamiña",
- "Gezamiña Sagarra",
- "Geza Mina",
- "Sagar Beltza".[13]

## Características
El manzano de la variedad 'Gezamin' tiene un vigor elevado. El árbol tiene tamaño pequeño y porte erguido, con tendencia a ramificar media, con hábitos de fructificación ramificados. Floración de tiempo medio..
La variedad de manzana 'Gezamin' tiene un fruto de tamaño mediano, de forma plana-globosa, con color de fondo verde claro, sobre color ausente, de piel gruesa, dura y un poco áspera. Sensibilidad al "russeting" (pardeamiento áspero superficial que presentan algunas variedades) ausente; con lenticelas de tamaño mediano. Es manzana agridulce (dulce, picante, amarga).
Época de maduración y recolección tardía, se madura en la segunda quincena de octubre. Con una producción anual prolífica.

## Usos
La manzana 'Gezamin' es una de las pocas variedades de manzanas que se pueden usar para comer cruda, hacer sidra o para la cocina. Pero la manzana 'Gezamin', sobre todo, es una manzana de sidra.
También se usa en la cocina vasca, especialmente para los postres: pastel de manzana, panecillo, mermelada, pero cabe destacar que es el postre tradicional en las mesas del lugar, como manzana asada o compota (Navidad).

## Datos enológicos
- Salobridad: 40 miliequivalentes por litro.
- Acidez: 3g. tanino por litro.

En la producción sidrera se utiliza para dar a la sidra un punto ácido.